# Lettere a Génica Athanasiou
Lettere a Génica Athanasiou 1921 - 1940 (Lettres à Génica Athanasiou) è una raccolta epistolare di Antonin Artaud del 1969, pubblicata a distanza di vent'anni dalla morte dell'autore e di tre da quella di Génica Athanasiou; rappresenta una formidabile fonte informativa sulla vita dello scrittore e sulla relazione tormentata con la giovane attrice rumena ch'egli definirà "l'unico essere con cui posso essere veramente me stesso".

## Trama

### Antonin Artaud
Trasferitosi a Parigi in giovane età ed affidato dal padre alle cure psichiatriche dell'allora celebre dottor Toulouse, Artaud riesce in breve tempo ad entrare nella compagnia di Charles Dullin al Théâtre de l'Atelier ed è qui che incontra Génica, attrice rumena, a Parigi da appena due anni che diviene in breve sua amante e compagna. La giovane intratterrà infatti con Artaud, una tormentata relazione e quasi ogni giorno per cinque anni consecutivi (1921-1927), gli anni della loro relazione effettiva, e poi con intervalli irregolari, Artaud le dedicherà lettere folgoranti.
La storia di questa relazione rappresenta una sorta di grido ripetuto, una richiesta reiterata a lungo che presuppone un accordo con l'oggetto d'amore. La necessità di essere sia compreso che approvato, la rabbia per non essere capito nel modo desiderato, i numerosi rimproveri, le richieste, a volte violente, comunicano la disperazione e il tormento di quest'uomo che non riesce a superare il senso di assoluto, dovuto alla chiusura in se stesso. Artaud descrive con lucidità i tormenti "del suo corpo e della sua mente".
Per Artaud la lettera, così come il disegno e la traduzione sono mezzi di apertura che possono trasformarsi facilmente in scontro in quanto chi abbiamo di fronte è sempre un "altro", che può negarsi, non rispondere od anche aggredire.
L'altro assume, di volta in volta, connotazioni differenti: quello, con cui scrivere, una sorta di espediente che gli è necessario per elaborare i pensieri, quello a cui scrivere, a cui si sente legato dalla sventura, dal dolore e infine l'altro contro cui scrivere, per liberarsi esprimendo le recriminazioni più profonde.

### Génica Athanasiou
Nata a Bucarest nel 1897, Eugénie Génica Tanase, poi Génica Athanasiou raggiunge Parigi per seguire la sua vocazione di attrice di teatro.  Allieva di Charles Dullin partecipa alle prime rappresentazioni della compagnia nel 1921 dove conosce Artaud che si aggrega nell'autunno e come tutti resta incantata dalla bellezza e dall'estremo talento di lui, come attore e poeta.
Attraverso le parole di Artaud, Génica ci appare splendida, esotica e lunare, con "occhi di topazio" e attraverso le lettere emerge com' ella sia stata la sola vera compagna dell'artista, l'unica che abbia quantomeno tentato di condividere la quotidianità anche nei momenti più bui. Génica influenza la vita, il pensiero e l'opera di Artaud e la loro complicata ma fortissima relazione naufraga soprattutto a causa dell'abuso di droghe, come laudano e oppio, cui Génica reagisce allontanandosi. Amore e malessere s'intersecano e si condensano in mancanza. La loro storia è fatta di rotture e riavvicinamenti che si riflettono anche nel lavoro comune che li appassiona. Grande è l'ammirazione che Artaud manifesta a Génica, anche quando la loro collaborazione artistica avrà termine. Fino alla morte, nelle sue opere, in particolare nei  Cahiers de Rodez, si trovano accenni a Génica. Sopravvissutagli, la donna continua a recitare fino al soggiorno tanto desiderato in Romania; si spegne il 13 luglio 196Edizioni
Antonin Artaud Lettres à Génica Athanasiou 1921-1940, Paris, Gallimard, collection Le Point au Jour, 1969.Antonin Artaud Lettere a Génica Athanasiou 1921-1940, Milano, Archinto Editore, 1989.6 a Lagny-sur-Marne.

## Edizioni
- Antonin Artaud Lettres à Génica Athanasiou 1921-1940, Paris, Gallimard, collection Le Point au Jour, 1969.
- Antonin Artaud Lettere a Génica Athanasiou 1921-1940, Milano, Archinto Editore, 1989.